# Giovanni Inghirami

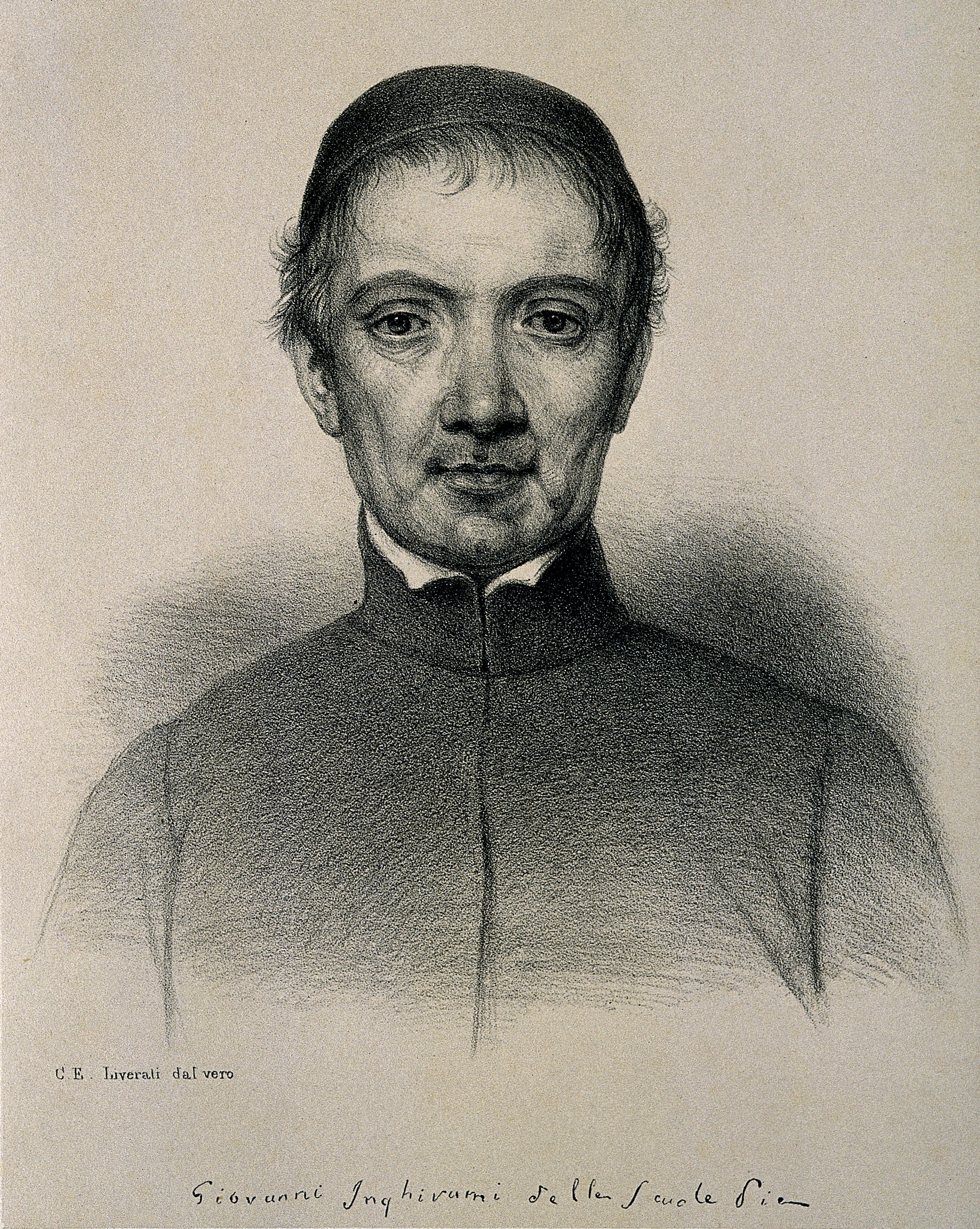
Giovanni Inghirami

Giovanni Inghirami (Volterra, 16 april 1779 – Florence, 15 augustus 1851) was een Italiaans sterrenkundige.

## Jeugd te Volterra
Hij ontving onderricht in het Sint-Michielscollege van Volterra.
Toen hij 17 werd, sloot hij zich aan bij de piaristen.
Hij gaf les in wiskunde en filosofie aan de religieuze scholen van Volterra.
Een van zijn leerlingen was de latere paus Pius IX.
In 1805 reisde hij naar Milaan om er wetenschappelijk onderzoek te verrichten.

## Professor te Florence
Hij werd naar Florence geroepen als professor in wiskunde en sterrenkunde aan het college van de piaristen.
Zijn eerste publicaties betroffen artikelen over hydraulica, statica, sterrenkunde en sterrenkundige tabellen en leerboeken over wiskunde en wiskundige aardrijkskunde.
In 1830 publiceerde hij op verzoek van groothertog Ferdinand III van Toscane na 14 jaar metingen de Carta topografica e geometica della Toscana op een schaal van 1:200.000. 
Toen de Berlijnse academie van wetenschappen een sterrenkundige atlas uitbracht, werd een hoofdstuk aan hem toevertrouwd.

## Voor de Piaristen naar Rome
Hij werd eerst provinciaal en dan algemeen voorzitter van de piaristen.
Voor de laatste functie moest hij in Rome gaan wonen.
Zijn gezondheid ging achteruit en hij verrichtte liever wetenschappelijk onderzoek en nam daarom ontslag als algemeen leider van de piaristen.
Hij werd vicaris-generaal.

## Terug naar Florence
Hij keerde terug naar Florence en bleef lesgeven tot vlak voor zijn dood, hoewel hij de laatste jaren zo goed als blind was.
Op de maan zijn een krater en een vallei naar hem genoemd.